# Færøsk syge
Færøsk syge (færøsk: Føroyska sjúkan) er en dødelig recessivt nedarvet sygdom, der kun eksisterer på Færøerne. Den har ikke andre navne.
Forskere mener, at omkring hver femogtyvende færing i dag er bærer af sygdommen, hvilket er en væsentlig forøgelse af risikoen for videreførelse siden sygdommens opståen. At være bærer betyder statistisk set, at en mand og en kvinde, som får børn sammen og som samtidig er bærerne, har risiko for at videreføre sygdommen til deres barn eller børn, og i dette tilfælde vil en fjerdedel af deres afkom få sygdommen. Et af 2000 nyfødte børn på Færøerne fødes med den færøske syge. Man ved at mindst 9 børn er født på Færøerne i perioden mellem 1978 til 2003.
Forskere har fundet frem til, at genmutationen fandt sted i bygden Oyri på Eysturoy. Alle patienter har forældre, som er efterkommere af en mand, der levede i denne bygd omkring 1630.
Det defekte gen bevirker, at et vigtigt enzym, der påvirker mange funktioner i kroppen, ikke produceres. Symptomerne kan være svage muskler og døvhed. Generelt er børnenes mentale tilstand normal, men på grund af omfattende fysiske handicap er de ude af stand til at klare sig uden hjælp. Patienter, der lider af færøsk syge, lever i gennemsnit ni år, nogle har dog overlevet sygdommen op i teenageårene.
Den Færøske syge og Karnitintransportørdefekt (CTD) er to forskellige sygdomme, som har det til fælles, at de er arvelige sygdomme, som begge er mere almindelige på Færøerne end i andre lande.